# Teatr K3
Teatr K3 – niezależny teatr dla dzieci i młodzieży założony w Białymstoku przez Ewę Mojsak, Martę Rau i Sławę Tarkowską w 2003 roku. Obecnie zamiast Sławy Tarkowskiej, występuje Dorota Grabek. 

## Spektakle
- "...etcetera..." - 2004
- "Jeż" - 2005
- "AOEUIY, czyli przygoda w krainie samogłosek" - 2005
- "Niewidzialni" - 2005
- "Wypominki" - 2007

## Nagrody i wyróżnienia
- Nagroda za zespołową kreację aktorską na Międzynarodowym Festiwalu Teatrów Lalek w Bułgarii
- I nagroda od Jury Profesjonalnego i wyróżnienie honorowe od Jury Studenckiego na Festiwalu Dramaturgii Dla Młodzieży KON-TEKSTY w Poznaniu
- Assitej 2007 - ...etcetera...
- Nagroda na festiwalu w Serbii
- nominacja na Fringe 2008
- nominacja na Festiwalu Teatrów Lalkowych w Pradze